# Baldwin Li
Baldwin Li ist ein britischer Filmproduzent, Drehbuchautor, Kameramann und Tontechniker. Bei der Oscarverleihung 2014 war er in der Kategorie Bester Kurzfilm für das The Voorman Problem nominiert.

## Leben
Er hat Englisch und Literatur am Balliol College der Universität Oxford studiert. Anschließend arbeitete er bei den Granada Studios als Kameramann und Tontechniker. 2006 verließ er Granada Studios und gründete die Filmproduktionsfirma Honlodge Productions.
Mit dem neu gegründeten Unternehmen arbeitete er im Jahr 2008 für den Kriminalthriller 25Gs erstmals als Produzent. 2014 war er gemeinsam mit Mark Gill für den Film The Voorman Problem für den Oscar in der Kategorie Bester Kurzfilm nominiert.

## Filmografie
- 2008: 25Gs
- 2010: This Time of Year
- 2010: Time Goes Nowhere
- 2010: My Lad
- 2011: The Voorman Problem
- 2013: Full Time
- 2017: England Is Mine